# Qingshankou Linchang (bondby i Kina, Heilongjiang Sheng, lat 47,83, long 129,55)
Qingshankou Linchang (kinesiska: 青山口林场) är en bondby i Kina. Den ligger i provinsen Heilongjiang, i den nordöstra delen av landet, omkring 320 kilometer nordost om provinshuvudstaden Harbin. Antalet invånare är 291. Befolkningen består av 135 kvinnor och 156 män. Barn under 15 år utgör 3,0 %, vuxna 15-64 år 88 %, och äldre över 65 år 7,0 %.
Runt Qingshankou Linchang är det ganska glesbefolkat, med 40 invånare per kvadratkilometer. Närmaste större samhälle är Shunlihe Linchang, 8,3 km söder om Qingshankou Linchang. I omgivningarna runt Qingshankou Linchang växer i huvudsak blandskog.
Genomsnittlig årsnederbörd är 999 millimeter. Den regnigaste månaden är juli, med i genomsnitt 248 mm nederbörd, och den torraste är januari, med 11 mm nederbörd.